# Варданхудат
Варданхудат — титул правителя Варданзи, небольшого государства, расположенного в северо-западной части нынешнего Бухарского оазиса (конец VI — начало VIII века). Варданхудат был самым сильным среди правителей Зеравшанской долины. Вот почему он уделил особое внимание конфликту с Кутейбой ибн Муслимом, арабским завоевателем, пришедшим в Туркестан в начале VIII века. Бухарский историк Наршахи пишет: 
… приехал правитель из Туркестана: звали его Варданхудат. Земли Варданы принадлежали ему. Кутейбе пришлось с ним много воевать…
 В «Тарихи Табари» рассказывается, что после того, как арабские войска были разбиты варданхудатом в битве, Кутейба заключил мир в 708 году с Тархуном, правителем Согда, который пришёл на помощь варданхудату. Кутейба хитростью ослабил врага, а затем победил его (708-709 гг.).